# Aldabrachelys grandidieri
Aldabrachelys grandidieri är en utdöd sköldpaddsart som beskrevs av den franske zoologen Vaillant 1885. Aldabrachelys grandidieri ingår i släktet Aldabrachelys och familjen landsköldpaddor. Inga underarter finns listade i Catalogue of Life.
Aldabrachelys grandidieri var en nära släkting till den nulevande aldabrasköldpaddan och den kunde nå en sköldlängd av 125 centimeter. Arten förekom på sydvästra Madagaskar. Den dog ut kring år 884 e.Kr, inte långt efter att de första människorna anlände till Madagaskar.